# Elecciones presidenciales de Ecuador de 1931
Las elecciones presidenciales de Ecuador de 1931 fue el proceso electoral el cual tuvo por objetivo la elección de un nuevo Presidente Constitucional de la República del Ecuador. 

## Antecedentes
Fueron convocadas las elecciones por parte de Alfredo Baquerizo Moreno, quien al asumir el encargo del poder ejecutivo prometió que garantizaría la libertad electoral, y que en su interinidad se vería la resurrección del voto libre y del electorado nacional, ya que, limitado al viejo ejército o un solo partido, su número era pequeño en relación con la cifra de los electores potenciales.
Estas fueron las primeras elecciones en las que los candidatos fueron auspiciados por partidos políticos estructurados. Los candidatos fueron: Neptalí Bonifaz, independiente apoyado por el Partido Conservador Ecuatoriano y la Compactación Obrera Nacional, Modesto Larrea Jijón, por el partido oficialista liberal y el teniente coronel Ildefonso Mendoza, candidato independiente apoyado por el Partido Socialista Ecuatoriano y ciudadanos de distintas tendencias políticas.

## Desarrollo
En estas elecciones triunfó Neptalí Bonifaz Ascázubi con 28.745 votos, segundo puesto Modesto Larrea Jijón con 19.234 votos y tercer puesto Mendoza con 13.255 votos, el resto de candidatos obtuvo 879 votos y hubo cinco en blanco.
Se realizaron el 20 y 21 de octubre de 1931, Neptalí Bonifaz Ascázubi es elegido Presidente del Ecuador en las primeras elecciones libres, sin embargo, el 20 de agosto de 1932, el presidente Neptalí Bonifaz Ascázubi fue descalificado por el Congreso del Ecuador siendo declarado "No Apto para ejercer la Presidencia", por atribuirse nacionalidad peruana a través de correspondencia, en medio de acusaciones políticas. Neptalí Bonifaz que se encontraba en la Hacienda Guachalá se trasladó a Quito.

### Guerra de los Cuatro Días
El 28 de agosto de 1932, a consecuencia de la decisión del Congreso la guarnición de Quito conjuntamente con los partidarios de Bonifaz, se subleva. Hubo un sangriento enfrentamiento con las tropas leales al Gobierno y en las calles de Quito los combates continuaron hasta el 1 de septiembre de 1932.
Finalmente los sublevados son derrotados. Este episodio en el cual murieron más de dos mil personas es conocido como la Guerra de los Cuatro Días.

## Candidatos y Resultados
Estas han sido las únicas elecciones presidenciales del Ecuador en ser anuladas, teniendo que realizarse un nuevo proceso electoral.
| Partido       | Partido                             | Presidente               | Cargos importantes                                     | Votos  | %     |
| ------------- | ----------------------------------- | ------------------------ | ------------------------------------------------------ | ------ | ----- |
|               | Partido Conservador Ecuatoriano     | Neptalí Bonifaz Ascázubi | Presidente del Banco Central del Ecuador (1927 - 1928) | 28.745 | 46.2% |
|               | Partido Liberal Radical Ecuatoriano | Modesto Larrea Jijón     | Ministro de Gobierno (1925 - 1926)                     | 19.234 | 31.2% |
| Independiente | Independiente                       | Ildefonso Mendoza Vera   | Teniente coronel del Ejército ecuatoriano              | 13.255 | 21.0% |
| Otros         | Otros                               | Otros                    | Otros                                                  | 879    | 1.4%  |

Fuente